# モハマド・アメル・サイディン
モハマド・アメル・ビン・サイディン（マレー語: Mohamad Amer bin Saidin、1992年7月25日 - ）は、マレーシア・スーパーリーグのジョホール・ダルル・タクジムFCに所属するサッカー選手。ポジションはCB。兄に同じくプロサッカー選手のモハマド・シュクル・サイディンがいる。

## 経歴
アメルは2010年にハリマウ・ムダBでプロデビュー。2011年にはハリマウ・ムダAに昇格した。2014年のアジア競技大会に出場した。
2015年にはマレーシア・スーパーリーグを制したジョホール・ダルル・タクジムFCに移籍。

## タイトル
ハリマウ・ムダA
- タインニエンカップ (1) : 2012

ジョホール・ダルル・タクジムFC
- スルタン・ハジ・アフマド・シャー・カップ: 2015
- マレーシア・スーパーリーグ (1) :2015